# Cynorta colombiana
Cynorta colombiana is een hooiwagen uit de familie Cosmetidae.